# Rue de la Cossonnerie
La rue de la Cossonnerie est une voie du 1er arrondissement de Paris, en France.

## Situation et accès
La rue de la Cossonnerie, longue de 106 mètres est située dans le 1er arrondissement, quartier des Halles et commence au 39, boulevard de Sébastopol et finit au 6, rue Pierre-Lescot.

## Origine du nom

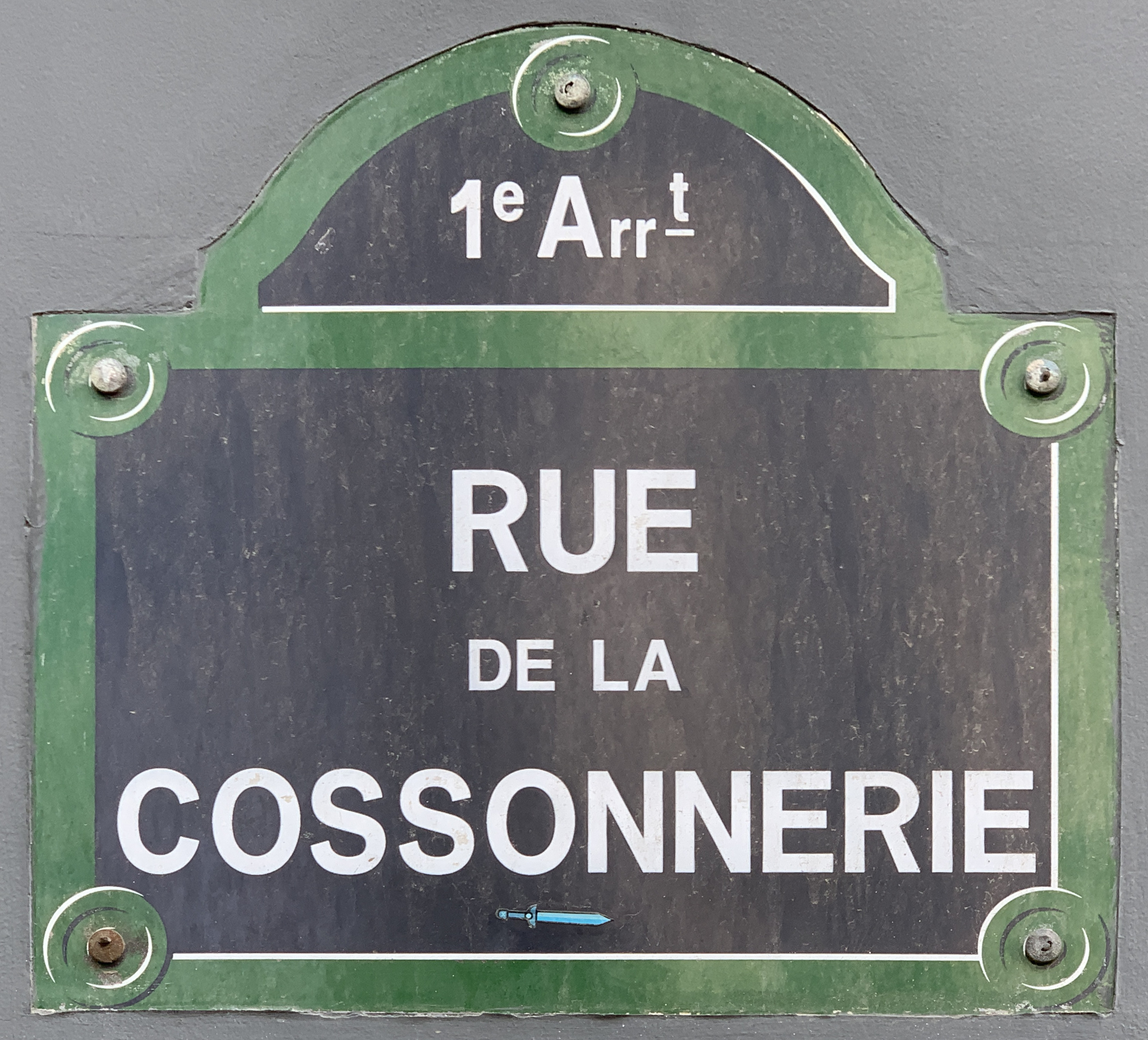
Plaque de la rue.

Selon Henri Sauval, « cossonnerie » signifie en vieux langage « poulaillerie ». Jacques Hillairet indique que ce nom est dû à la présence de « cossons » qui y tenaient boutique. Toutefois, Edgar Mareuse pense qu'il s'agit d'une corruption  de via Cochoneria, rue où l'on vend des cochons.

## Historique
Cette voie qui existait déjà en 1183 sous le nom de via Cochonneria est dénommée « rue de la Coçonnerie » en 1300.
Elle est citée dans Le Dit des rues de Paris de Guillot de Paris sous la forme « rue de la Cossonnerie ».
Dans son ouvrage, Henri Sauval indique : « Cossonniers et cossonnerie voulaient dire la même chose que poulaillers et poullaillerie, j'apprends même de quelques vieillards, qu'à certains jours de la semaine, on y tenait un marché de cochons et de volailles, et de plus, ils m'ont assuré qu'étant jeunes, ils y ont vu étaler dans des paniers et sur le pavé des poulets, des chapons et tout le reste que les poulaillers d'aujourd'hui ont étalé sur le pavé et dans leurs paniers à la Vallée-de-Misère, et depuis, le long du quai des Augustins. Enfin j'ai lu dans le livre rouge neuf du procureur du roi, une ordonnance qui défend, tant aux rôtisseurs qu'aux autres marchands qui venoient étaler à la rue de la Cossonnerie, d'aller avant l'heure au devant des marchandises. »
Elle est citée sous le nom de « rue de la Cossonnerie » dans un manuscrit de 1636. 
Une décision ministérielle à la date du 2 germinal an XI (23 mars 1803) signée Chaptal, fixe la largeur la voie à 10 mètres.
Au XIXe siècle, la rue de la Cossonnerie, longue de 138 mètres, était située dans l'ancien 4e arrondissement, quartier des Marchés et commençait aux 113-115, rue Saint-Denis et finissait aux 27-28, rue du Marché-aux-Poirées et au 2, rue des Piliers-aux-Potiers-d'Étain.

Les numéros de la rue étaient rouges. Le dernier numéro impair était le 43 et le dernier numéro pair était le 44.
Le côté des numéros impairs de la rue longeait la Halle aux poissons d'eau douce qui fut démolie en 1859. 

### Prolongement de la rue
La partie située entre la rue Saint-Denis et le boulevard de Sébastopol est ouverte également en 1859 entrainant la suppression de la plus grande partie de la «Cour batave» dont il subsiste cependant des vestiges visibles à l'angle avec la rue Saint-Denis,.

### La Mi-Carême auXVIIesiècle, rue de la Cossonnerie

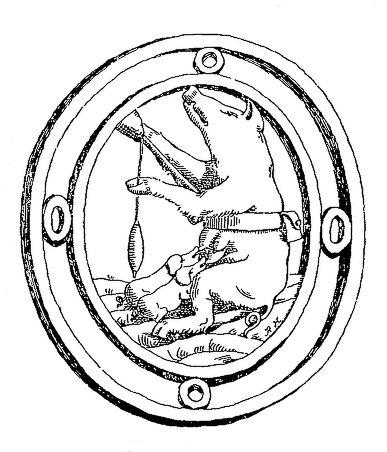
Truie qui file, médaillon du XVIIIe siècle.

Au XVIIe siècle, chaque année, le jour de la Mi-Carême, se déroulent des festivités populaires autour d'une enseigne figurant une Truie qui file, située au 24, rue de la Cossonnerie. 
Edmond Beaurepaire écrit à ce sujet en octobre 1902 : « C'était un petit bas-relief en pierre peinte, devant laquelle, le jour de la Mi-Carême, les garçons de boutique des environs, les apprentis, les servantes et les portefaix de la Halle se livraient à des folies, “souvenirs du paganisme” », s'il faut en croire Jean Deslyons, un grave docteur en Sorbonne.
Sauval nous dit quelles étaient ces « folies » : on forçait les apprentis nouveaux et les artisans de la Halle à venir embrasser cette truie, non sans avoir soin de leur cogner le nez contre la pierre, et, jusqu'à la nuit, ce n'étaient que danses, cris, mascarades et beuveries dans tout le quartier.
Cette enseigne du XVIe siècle est aujourd'hui au musée de Cluny.

## Bâtiments remarquables et lieux de mémoire
- Certaines scènes du film de 1972 Le Dernier Tango à Paris de  Bernardo Bertolucci y ont été tournées.

## Pour approfondir